# Пасо Кастелеоне (Пезаро и Урбино)
Пасо Кастелеоне је насеље у Италији у округу Пезаро и Урбино, региону Марке.
Према процени из 2011. у насељу је живело 27 становника. Насеље се налази на надморској висини од 152 м.